# David Peaston
David Peaston (13 de marzo de 1957 - 1 de febrero de 2012) fue un cantante estadounidense de R&B quién ganó un Premio Soul Train Music en 1990 por Mejor Nuevo Artista de R&B/Soul o Rap. Es conocido por sus sencillos, "Two Wrongs (Don't Make it Right)" y "Can I?", el último fue grabado originalmente por Eddie Kendricks.
David es nativo de Saint Louis, Misuri. De niño, asistió a la Iglesia Bautista junto a su madre, Martha Bass.

## Vida
A finales de 1980, Peaston, ganó varias competencias de Showtime at the Apollo, ganando al público con "God Bless the Child".
Peaston fue diagnosticado con diabates y tuvo que amputarse las piernas, obligándolo a usar prótesis.
Murió debido a las complicaciones de la diabetes en San Luis, Misuri, el 1 de febrero de 2012, a los 54 años.

## Discografía

### Álbumes
- Introducing...David Peaston (1988)
- Mixed Emotions (1991)

### Sencillos
- "Two Wrongs (Don't Make It Right)" (1989) #3 R&B
- "Can I?" (1989) #14 R&B
- "We're All in This Together" (1990) #11 R&B, #45 Dance
- "Take Me Now" (1990) #77 R&B
- "String" (1991) #69 R&B
- "Luxury of Love" (1991) #41 R&B